# Molophilus (Molophilus) titan
Molophilus (Molophilus) titan is een tweevleugelige uit de familie steltmuggen (Limoniidae). De soort komt voor in het Neotropisch gebied.